# Municipio de Perry (Dakota del Norte)
El municipio de Perry (en inglés: Perry Township) es un municipio ubicado en el condado de Cavalier en el estado estadounidense de Dakota del Norte. En el año 2010 tenía una población de 45 habitantes y una densidad poblacional de 0,48 personas por km².

## Geografía
El municipio de Perry se encuentra ubicado en las coordenadas 48°41′19″N 98°22′41″O / 48.68861, -98.37806. Según la Oficina del Censo de los Estados Unidos, el municipio tiene una superficie total de 93.33 km², de la cual 92,8 km² corresponden a tierra firme y (0,57 %) 0,53 km² es agua.

## Demografía
Según el censo de 2010, había 45 personas residiendo en el municipio de Perry. La densidad de población era de 0,48 hab./km². De los 45 habitantes, el municipio de Perry estaba compuesto por el 97,78 % blancos, el 2,22 % eran amerindios. Del total de la población el 0 % eran hispanos o latinos de cualquier raza.